# Hamburgi

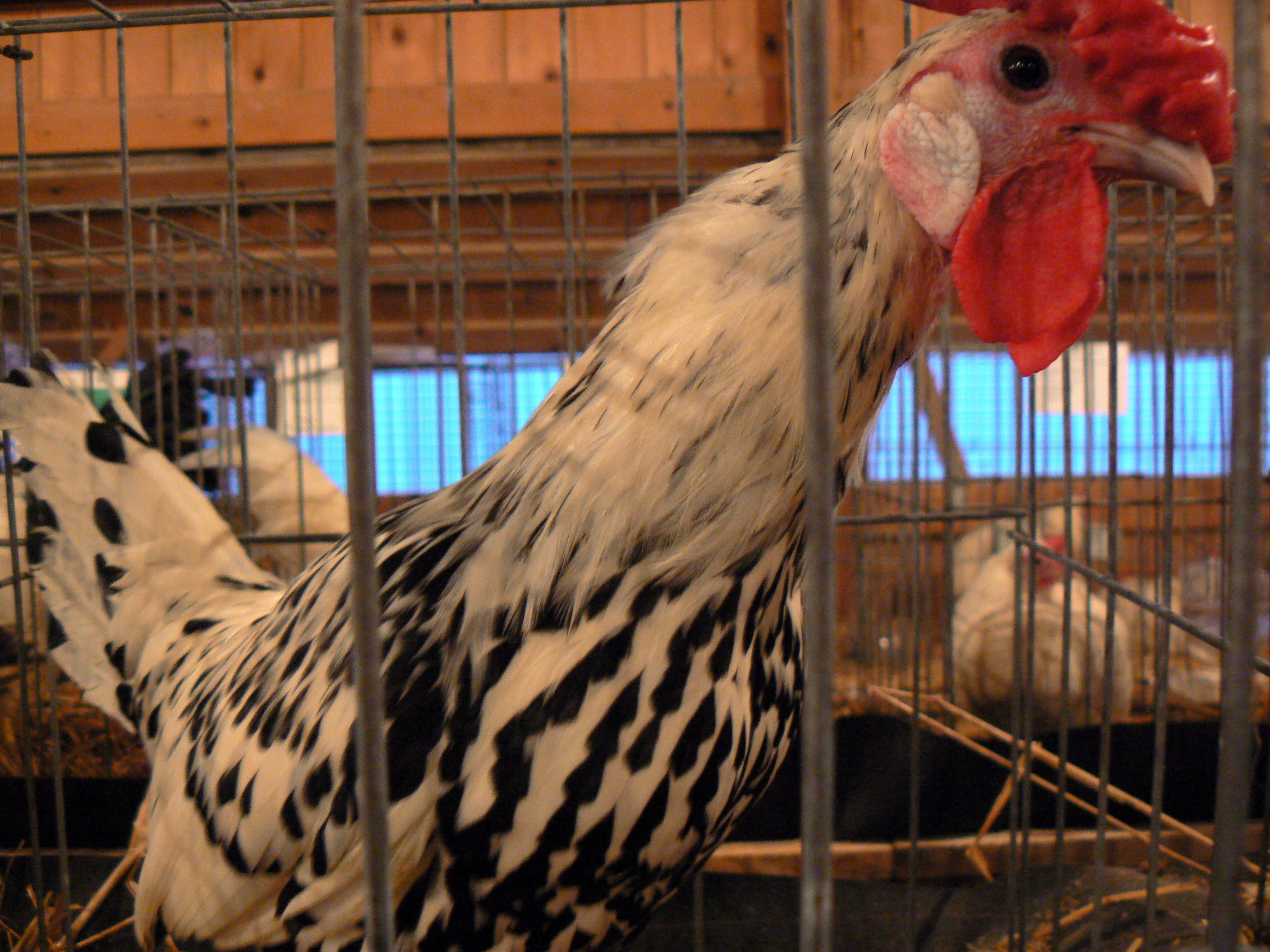
Hamburgi kakas

A hamburgi egy angolok által kitenyésztett tyúkfajta.

## Fajtatörténet

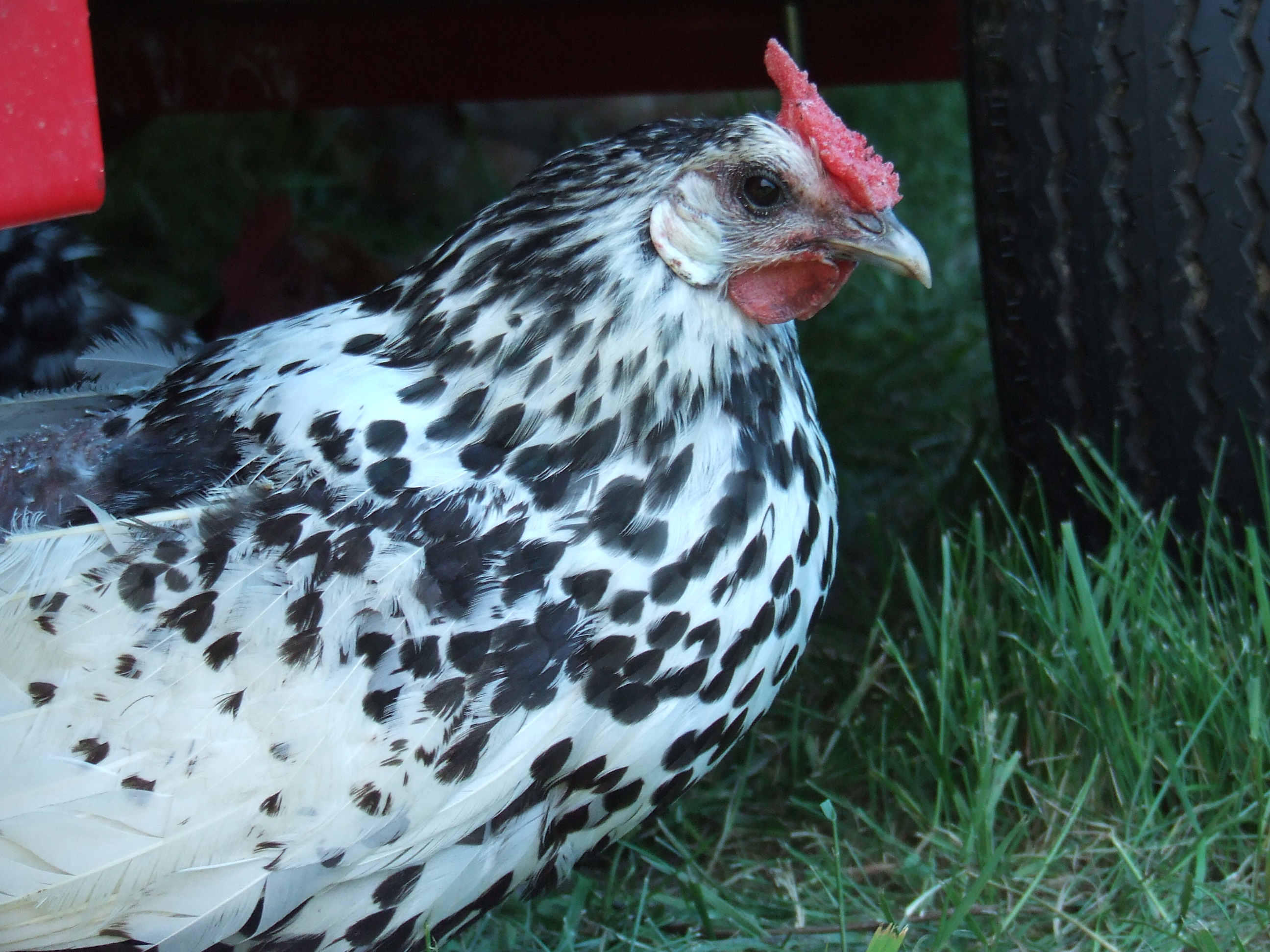
Hamburgi tojó

Régi fajta, 1599-ben egy olasz utazó beszámolt arról, hogy pettyes tollazatú, rózsástarajú baromfiakat hoztak Olaszországba hajókon török kereskedők. A hamburgi tyúk kitenyésztése nem Hamburgban, még csak nem is Németországban történt. Főleg angol tenyésztők dolgoztak kitenyésztésén, különösen a jellegzetes „lakkozott” színen. Először az 1700-as években bukkant fel angol és holland kiállításokon. Mielőtt a tyúktartást iparosították volna, elsősorban tojótyúkként tartották, tenyésztették. Más színváltozatok kitenyésztésénél német tenyészállományok is fontos szerepet játszottak.

## Fajtabélyegek, színváltozatok
Háta hosszú, széles, gazdag nyeregtollakkal. Farktolla hosszú, szépen sarlószerűen lekerekített. Melltájék kerekded, magasan tartott. Szárnyai hosszúak, szorosan a testhez simuló. Feje kicsi, formás, arca piros. Szemei sötét barnáspiros. Csőre rövid, sötét szarvszínű. Taraja rózsás típusú. Füllebenyek kerekdedek, fehérek. Nyaka keskeny, sovány, középhosszú. Csüd középhosszú, finom csontozatú.Állebenye vörös, aránylag kerek, füllebenye fehér, enyhén gyűrött.
Színváltozatok: Fekete, ezüstlakk, aranylakk, aranyhintett, ezüsthintett, fehér.

## Tulajdonságok
Korán ivarérett. Könnyed, kistestű házityúkfajta, büszke tartással. Az egyes színváltozatoknak más az eredetük és a kitenyésztésükhöz alkalmazott kiindulási fajták. A fekete színváltozaton napjainkig erősen érződik a spanyol tyúkokkal történő bekereszteződés. Egy egyértelmű differenciálódást tehát meg kell említeni az egyes színváltozatok között. 
| Általános tulajdonságok: | Általános tulajdonságok:      |
| ------------------------ | ----------------------------- |
| Súlya                    | kakas 2-2,5 kg, tojó 1,5-2 kg |
| Gyűrűmérete              | kakas 16, tojó 15             |
| Tenyésztojás tömege      | 55 g                          |
| Tojáshéj színe           | fehér                         |
| Éves tojáshozama         | 160-180 db                    |